# Дамара (нагір'я)
Дамара (англ. Damara) — нагір'я на південному заході Африки, в центральній частині Намібії. Підноситься над береговою пустелею Наміб. На заході нагір'я обмежене ступенями Великого Уступу, на сході полого знижується до западині, зайнятої пустелею Калахарі.
Нагір'ї складене головним чином кристалічними породами, на яких залягають пісковики. Середні висоти становлять 1000–1500 м. Над хвилястою поверхнею нагір'я піднімаються численні острівні гори (монадноки), що досягають висоти 2600 м (гора Брандберг). Є родовища вольфрамових, олов'яних, уранових руд і рідкісних металів.
Клімат тропічний, напівпустельний. Кількість опадів 250–500 мм на рік. Річки течуть тільки в літній дощовий сезон. На заході переважають злаково-чагарникові і сукулентні пустелі, на сході — запустинена савана (різні види акацій, високі злаки).

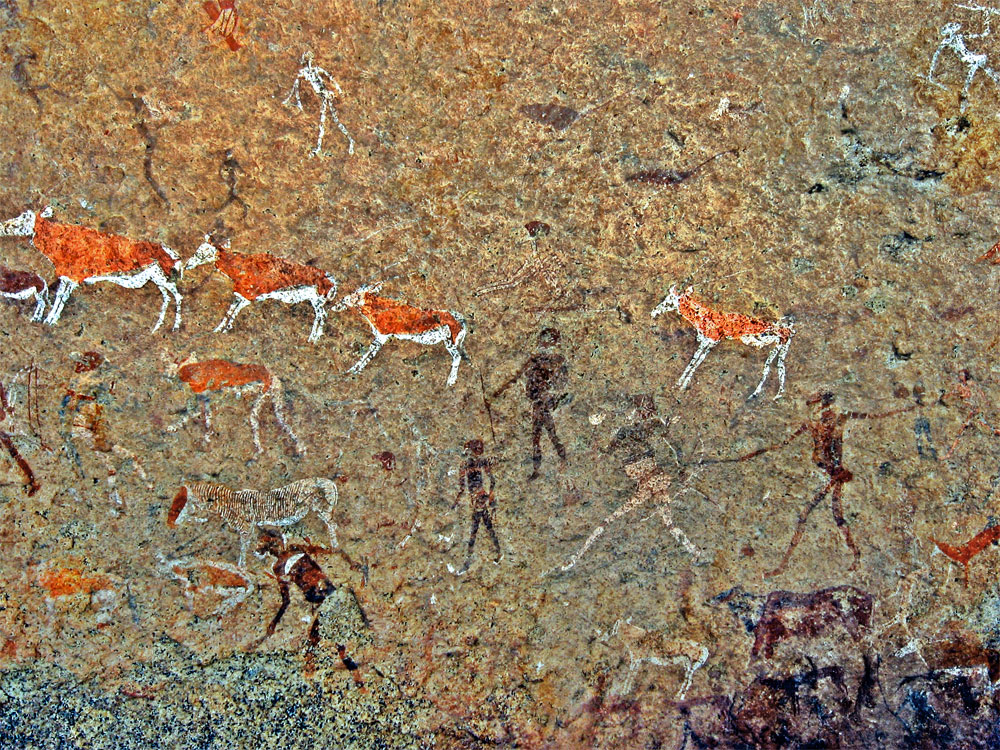
Наскельне зображення Біла дама

Поблизу гори Брандберг в печері Маан виявлений широко відомий наскальний розпис «Біла дама», що датується серединою II тисячоліття до н. е.